# 87号加利福尼亚州州道
87号加利福尼亚州州道（California State Route 87）是加利福尼亚州的一条高速公路，长14千米，穿越旧金山湾区南湾，搭载有大量往返硅谷的通勤者。

## 经过的城市
- 圣荷西（San Jose）
- 圣塔克拉拉